# USA:s sjätte flotta

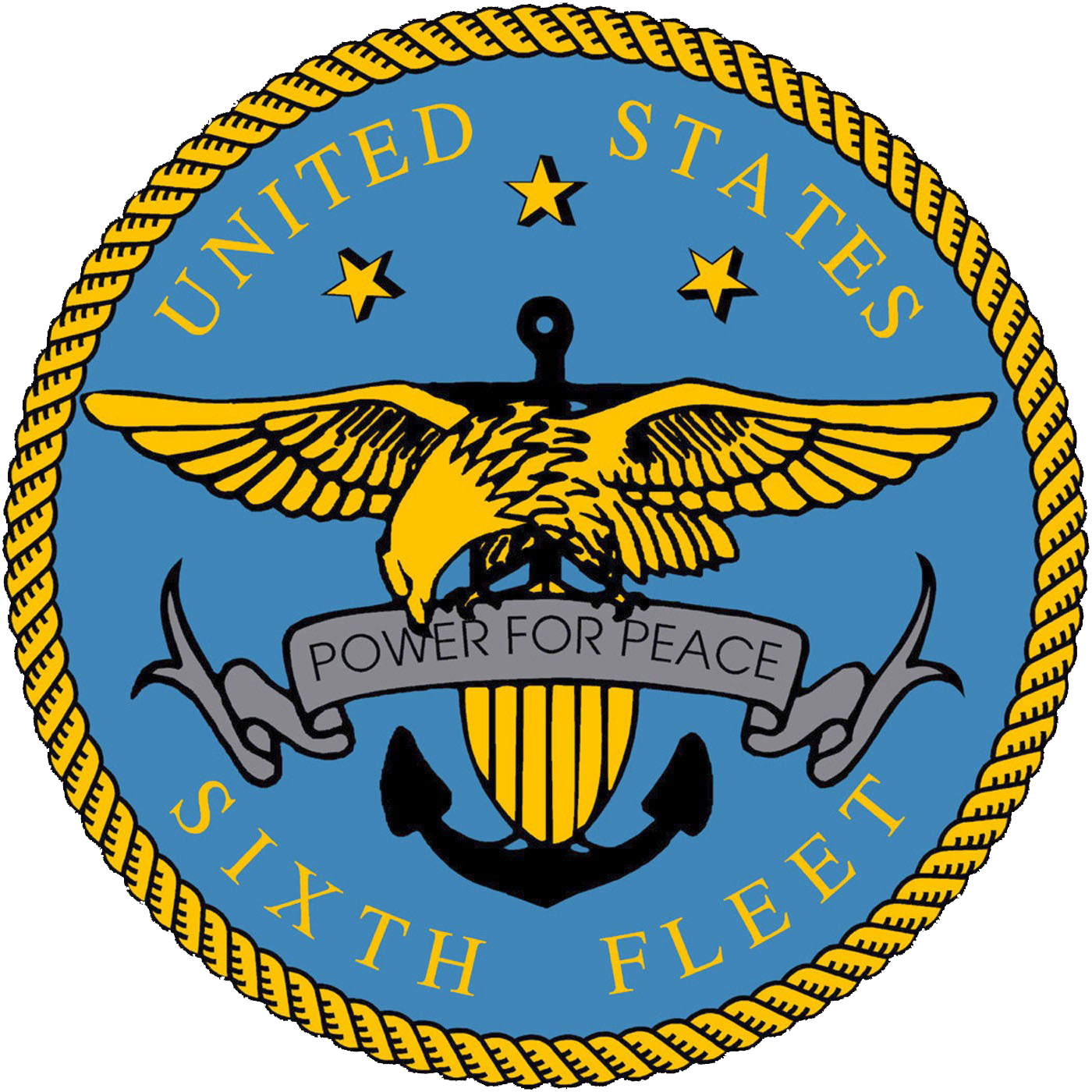
Vapensköld för USA:s sjätte flotta

Sjätte flottan är en numrerad flotta i amerikanska marinen, och är en del av USA:s marinstyrkor i Europa (NAVEUR). Sjätte flottan har sitt högkvarter vid (NSA Naples), i Neapel i Italien. Den sjätte flottans officiella uppdrag 2011 är att den "utför hela samarbetet med maritima operationer och säkerhetsarbete i regionen, i samverkan med koalition, gemensamt och med andra parter för att främja säkerhet och stabilitet i Europa och Afrika." 

## Bakgrund
Sjätte flottan grundades i februari 1950 genom ombildning av den tidigare sjätte Task fleet, som i sin tur var en ombildning 1948 av USA:s marinstyrkor, Medelhavet. Sedan den tiden har flottan ständigt blivit engagerade i världsaffärer kring Medelhavet, och ibland längre bort. Det var involverat i många NATO-marinövningar, den amerikanska libanesiska interventionen 1958, konfrontation med sovjet under Yom Kippur-kriget (även känd som oktoberkriget) 1973, rensning av Suezkanalen efter 1973, flera konfrontationer med Libyen under 1980-talet (inklusive Operation El Dorado Canyon) och underhåll av stridskrafter i Adriatiska havet under kriget i före detta Jugoslavien på 1990-talet. Senast var flottan med och avfyrade luftangrepp på Libyen under det libyska inbördeskriget 2011. 

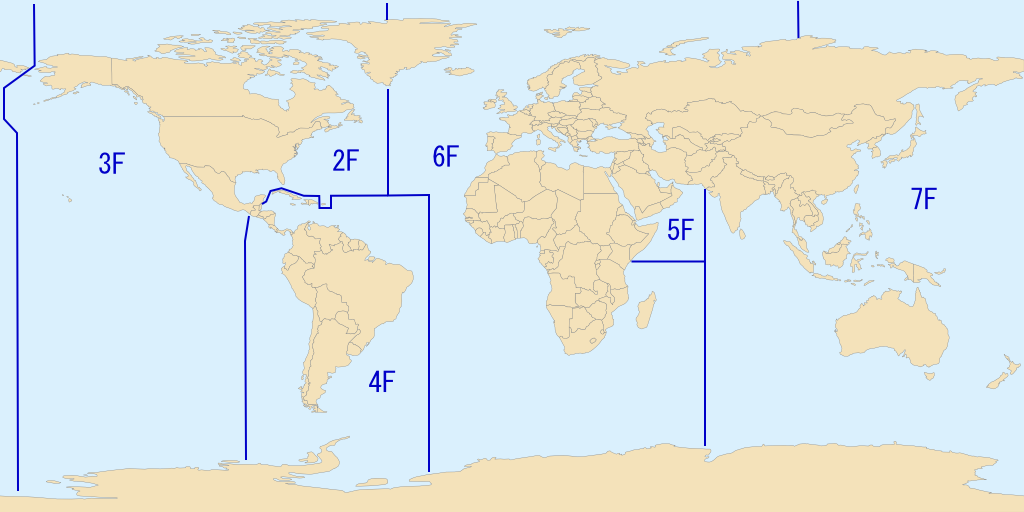
Sjätte flottans ansvarsområde, 2009.